# جان عزيز
كان جان عزيز سياسياً ومحامياً وشاعراً لبنانياً. بدأ حياته المهنيّة في لبنان كمحامٍ قبل أن ينخرط بنشاط في المجال السياسي. في العام 1957، تمّ انتخابه للمرّة الأولى نائباً في البرلمان عن قضاء جزين. وعُرِف على وجه الخصوص ابتداءً من العام 1958 لدعوته إلى الوحدة ضمن الطوائف اللبنانيّة المختلفة. فأدّى ذلك إلى التداول باسمه لتولّي رئاسة الجمهوريّة.عُرِف جان عزيز بشعره أيضاً وكان شديد التأثّر بالأدب الفرنسي. يتذكّره عدد من السياسيّين لخطاباته السياسيّة البليغة حيث كان عمله المكتوب يؤثّر في قدراته كسياسيٍ وقاضٍ. توفّي جان عزيز في 13 آذار 1986 بعد معاناة مع مرض السكّري.

## بداية حياته
ولد جان عزيز في 24 حزيران 1917 في جزين. بدأ دراسته في مدرسة عينطورة قبل أن ينتقل إلى جامعة القديس يوسف في بيروت لمواصلة تحصيله العلمي. وأصبح محامياً بالإستئناف نتيجة لدراسته.

## حياته المهنيّة

### القانون والسياسة
بدأ جان عزيز حياته المهنيّة في المجال القانوني. فقد عمل في المحاماة في لبنان قبل أن يتمّ تعيينه قاضياً في العام 1947.
وانطلقت مسيرته السياسيّة عندما أصبح نائباً في البرلمان عن قضاء جزين في العام 1957 ، بعد تعاونه مع فريد كوزما في الانتخابات البرلمانيّة. أعيد انتخابه في الأعوام 1960، 1964 و 1968 عن دائرة جزين حتى انتخابات 1972 التي خسرها امام فريد سرحال وإدمون رزق. وازداد انخراطه في العمل السياسي بعد بضع سنوات لدى تعيينه وزيراً للعمل والشؤون الاجتماعيّة في حكومة رئيس الوزراء رشيد كرامي في الرابع من نيسان 1961. وقدّم ونقّح في خلال فترة ولايته عدداً من القوانين المهمّة المتعلّقة بالضمان الاجتماعي والرعاية الاجتماعيّة في لبنان.
شغل جان عزيز مناصب أخرى، منها منصب وزير الإعلام والتخطيط في حكومة الرئيس عبد الله اليافي من شباط إلى تشرين الأول 1968. كما تم تعيينه وزيراً للاتصالات والأشغال العامة، وتم ذكره كمرشح رئاسي محتمل خاصةً في العام 1976. كان جان عزيز معروفاً أيضاً بعلاقته الوثيقة بالرئيس فؤاد شهاب، الرئيس الثالث للبنان بعد الاستقلال. وشارك عزيز في تأسيس الجبهة الديمقراطيّة البرلمانيّة لدعم رئاسة شهاب وعمل أميناً عاماً لحركة النهج 
آمن ونادى طوال حياته السياسيّة بالمساواة والتضامن بين مختلف الفصائل اللبنانيّة. وكان عادةً ما يشير إلى أنّه لا يؤيّد فصيلاً واحداً على الآخر، ويحاول باستمرار حلّ الصراعات المذهبيّة في لبنان، ولا سيّما في الجنوب. قيل إنّ عزيز كان وسيطاً بين الفصائل في خلال الحرب الأهليّة اللبنانيّة 1975-1990 وعمل على حماية جزين (منطقة مسيحيّة) في خلال هذا الوقت المضطرب. كانت له علاقات جيّدة مع عائلة سعد في صيدا، وعائلة جنبلاط في الشوف وجميع المجموعات المتحالفة العديدة حول حركة التحرير الفلسطينيّة. ومن بين الطرق التي تمكّن من خلالها مساعدة جزين وحمايتها من تأزّم الصراع هي عندما أنشأ اتفاقاً ما بين زعيمين بارزين في هذه المنطقة - كمال جنبلاط ومعروف سعد.

### الشعر
كان جان عزيز معروفاً على وجه الخصوص لتأثيره في السياسة، ولكنّه كان شاعراً أيضاً. وقد ساعد حبّه للشعر مهاراته الخطابيّة السياسيّة فكان يعتقد بأنّ «السياسة والأدب وجهان لعملة واحدة».
تأثرت أعماله إلى حدٍ كبير بالسياسيّين الفرنسيّين الذين ساهموا أيضا في الأدب الفرنسي مثل شارل ديغول ومورياك. غالباً ما تلجأ الشخصيّات العامة في الاحتفالات إلى أحد مؤلّفاته الشهيرة "أزاهر الليل؟؟، وهو كتاب مؤلّف من أعماله الشعريّة نشرته جامعة السيّدة NDU.

## حياته الشخصيّة
في حين كان والده يعمل في تجارة الخشب في المكسيك، ذاع صيت شقيق جان عزيز، ألفريد عزيز، عندما أصبح نائباً في البرلمان في المكسيك. واستمرّ في اكتساب مكانة بارزة في السياسة عندما أصبح رئيساً لمجلس النواب المكسيكي. علاوةً على ذلك، كان خال جان عزيز المتوفّى (شقيق والدته أنيسة) البطريرك بولس المعوشي، أحد أبرز البطاركة الموارنة.
في وقت فراغه، كان جان عزيز يستمتع بالقراءة. وقد شملت موضوعاته المفضّلة الشعر والفلسفة والتاريخ.
توفّي جان عزيز في 13 آذار 1986 بعد معاناة مع مرض السكري. وتمّ نقل جثمانه من مستشفى الجامعة الأميركيّة في بيروت إلى كنيسة القديس يوسف في الأشرفيّة للسماح للصلاة والاحتفال بالمراسم الدينيّة بعد وفاته. جرت جنازة جان عزيز في جزين وعلى الرغم من كون المنطقة تخضع للحصار، حضرها عدد كبير من كبار المسؤولين في الدولة من وزراء وشخصيّات دينيّة ونوّاب.